# Arenaria congesta
Espèce
Classification phylogénétique
Arenaria congesta est une espèce de plante de la famille des Caryophyllaceae. Elle est indigène de l'Ouest de l'Amérique du Nord à partir du centre du Canada jusqu'au Sud-Ouest américain.

## Description
Il s'agit d'une plante herbacée vivace qui forme des touffes de tiges minces qui atteignent une hauteur de 40 cm. Les feuilles en forme d'aiguille atteignent 8 cm de long et n'ont que quelques millimètres de large. Elles peuvent être charnues ou plates et elles ont souvent une extrémité pointue. La plupart des feuilles sont situées en paquet à la base de la plante et il n'y en a que quelques-unes dispersées le long de le tige qui est principalement nue.
L'inflorescence est une cyme ouverte et arrondie de cinq fleurs à pétales blancs. Le fruit est une capsule dentelée qui contient plusieurs graines rougeâtres.

## Utilisations
Arenaria congesta était utilisée en tant que plante médicinale par plusieurs Premières nations, dont les Shoshones.

## Liste des variétés
Selon Tropicos (20 mai 2013) (Attention liste brute contenant possiblement des synonymes) :
- variété Arenaria congesta var. aculeata (S. Watson) M.E. Jones
- variété Arenaria congesta var. cephaloidea (Rydb.) Maguire
- variété Arenaria congesta var. charlestonensis Maguire
- variété Arenaria congesta var. congesta
- variété Arenaria congesta var. crassula Maguire
- variété Arenaria congesta var. expansa Maguire
- variété Arenaria congesta var. glandulifera Maguire
- variété Arenaria congesta var. kingii B.L. Rob.
- variété Arenaria congesta var. macradenia (S. Watson) M.E. Jones
- variété Arenaria congesta var. parishiorum (B.L. Rob.) B.L. Rob.
- variété Arenaria congesta var. prolifera Maguire
- variété Arenaria congesta var. simulans Maguire
- variété Arenaria congesta var. subcongesta (S. Watson) S. Watson
- variété Arenaria congesta var. suffrutescens (A. Gray) B.L. Rob.
- variété Arenaria congesta var. wheelerensis Maguire